# Mirosław Wodzyński
Mirosław Zenon Wodzyński (* 13. července 1951, Varšava) je bývalý polský atlet, který se věnoval krátkým překážkovým běhům.
První úspěch zaznamenal v roce 1970 na juniorském mistrovství Evropy v Paříži, kde získal stříbrnou medaili v běhu na 110 metrů překážek. V roce 1972 reprezentoval na letních olympijských hrách v Mnichově, kde v semifinálovém běhu obsadil časem 14,63 s poslední místo. O rok později skončil na halovém ME v Rotterdamu na čtvrtém místě.
V roce 1974 získal na halovém ME Göteborgu stříbrnou medaili v běhu na 60 metrů překážek. V témž roce vybojoval stříbro také na mistrovství Evropy v Římě, kde zaběhl stodesítku s překážkami v čase 13,67. Jeho starší bratr Leszek zde vybojoval bronz, když byl o čtyři setiny pomalejší. Na halovém ME 1975 v Katovicích doběhl ve finále pátý.